# Jan von Holleben

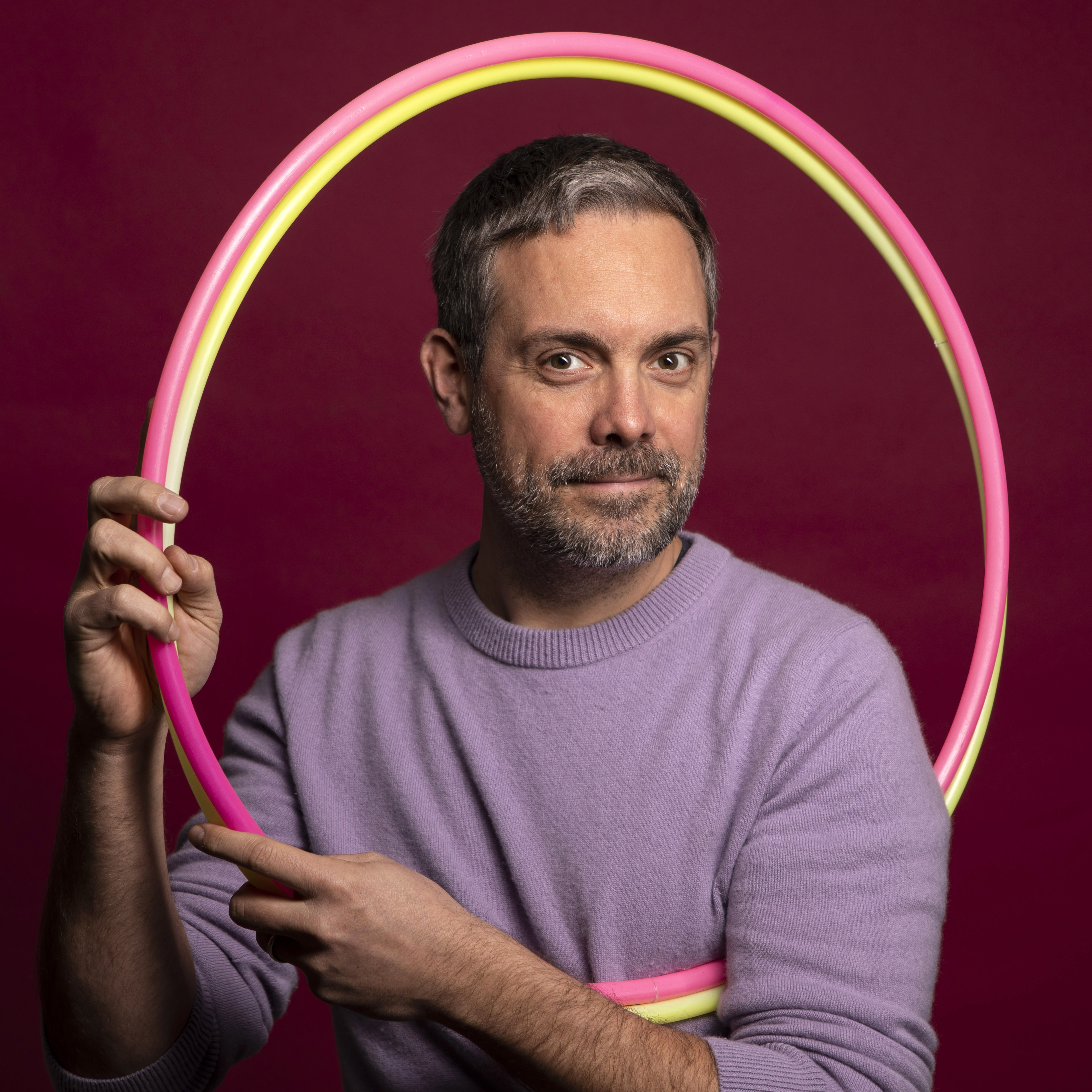
Jan von Holleben, 2020

Jan von Holleben (* 1977) ist ein deutscher Fotograf.

## Leben
Mit 13 Jahren begann er zu fotografieren. Nach einem Studium der Behindertenpädagogik an der Pädagogischen Hochschule Freiburg siedelte er nach London über. Am Surrey Institute of Art and Design in Farnham machte er 2002 den Abschluss in Theorie und Geschichte der Fotografie. In der Londoner Fotografie-Szene arbeitete er als Bildredakteur und Art Director und gründete zwei Fotografen-Gruppierungen: Young Photographers United und photodebut. Eine wesentliche Grundlage seiner Fotografie stellt der spielerische „homo ludens“, eine Idee, die er mit Erfahrungen aus seiner Kindheit verbindet. Bekannt wurde er durch die Fotoserie Dreams of Flying.
Von Holleben veröffentlichte seine Werke u. a. in Magazinen wie ZEITMagazin, Der Spiegel, Dein Spiegel, Die Zeit, Neon Magazin, Dazed and Confused, Geo sowie originale Bücher beim Little Steidl Verlag, Thienemann-Esslinger Verlag, Beltz Verlag, Carlsen Verlag und Thames & Hudson Publishers. Er hielt Gastvorlesungen an der University of Applied Arts Vienna in Wien, an der Neuen Schule der Fotografie in Berlin, am Surrey Institute of Art and Design in Farnham, Großbritannien, an der Ostkreuzschule in Berlin, an der Prager Fotoschule in Kefermarkt, und im Haus der Kulturen der Welt (HKW) in Berlin.

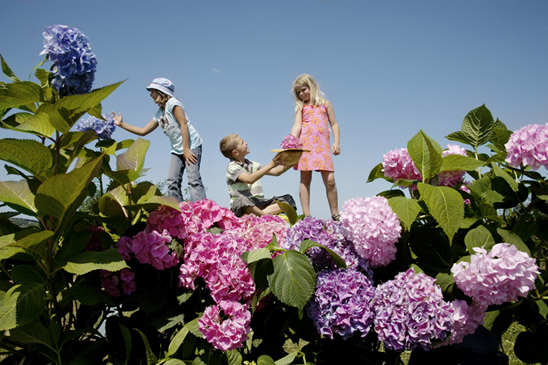
The Flowers from Journey to everywhere
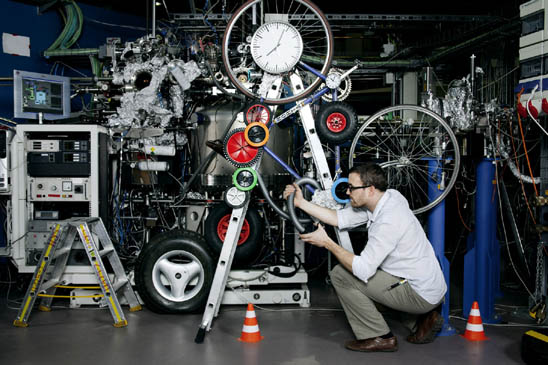
Particle Accelerator from Lateral Thinking
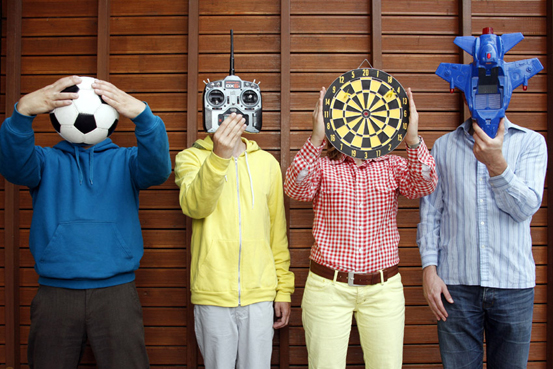
Gameboys and Girls
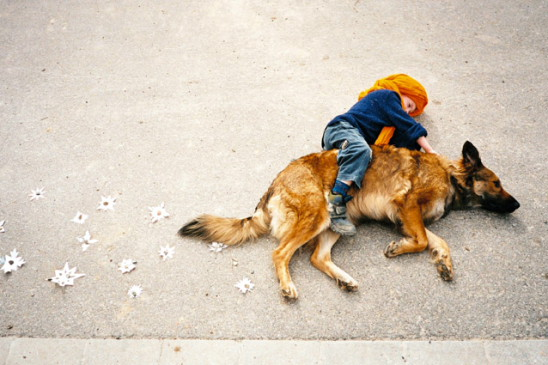
The dog rider from the series Dreams of Flying
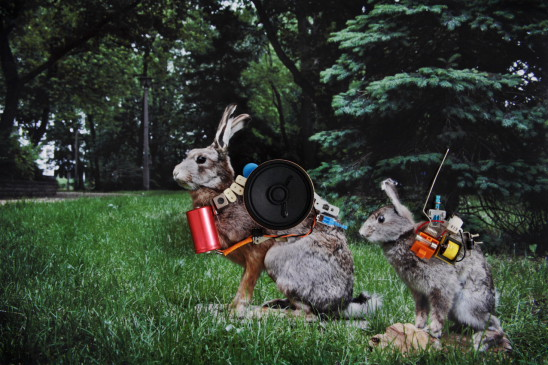
Rabby and Bunny from the series Cyborg Pets

## Buchpublikationen
- 11-21, The Photographer’s Office, London, 2007. ISBN 978-0-9554470-1-3.
- Dreams of Flying, The Photographer’s Office, London, 2007. ISBN 978-0-9554470-0-6.
- Träume vom Fliegen, Hoffmann & Campe, Hamburg, 2008. ISBN 978-3-455-38044-6
- The Snowbed, The Photographer’s Office, London, 2008. ISBN 978-0-9554470-2-0.
- Dreams of Flying vol.2, The Photographer’s Office, London, 2009. ISBN 978-0-9554470-3-7.
- Mutatis Mutandis, The Photographer’s Office, London, 2010. ISBN 978-0-9554470-4-4.
- HO HO HO, The Photographer’s Office, Berlin, 2011. ISBN 978-0-9554470-6-8.
- Kriegen das eigentlich alle? Gabriel Verlag im Thienemann Verlag, Stuttgart, 2013. ISBN 978-3-522-30441-2
- Konrad Wimmel ist da! Gabriel Verlag im Thienemann-Esslinger Verlag, Stuttgart, 2014. ISBN 978-3-522-30398-9
- Kinderlieder aus Deutschland und Europa, Carus Verlag & Gabriel Verlag im Thienemann-Esslinger Verlag, Stuttgart, 2014. ISBN 978-3-522-30382-8
- Does that happen to everyone? Gestalten Verlag, Berlin, 2014. ISBN 978-3-89955-521-9
- DENKSTE?! Gabriel Verlag im Thienemann Verlag, Stuttgart, 2014. ISBN 978-3-522-30347-7
- mit Jane Baer-Krause: Wie heißt dein Gott eigentlich mit Nachnamen? Gabriel Verlag im Thienemann-Esslinger Verlag, Stuttgart, 2015. ISBN 978-3-522-30404-7.
- That’s what you think! Gestalten Verlag, Berlin, 2015. ISBN 978-3-89955-725-1
- WWWas? Gabriel Verlag im Thienemann-Esslinger Verlag, Stuttgart, 2016. ISBN 978-3-522-30447-4
- ABC Photography, Tarzipan Verlag, Berlin, 2016. ISBN 978-0-9554470-7-5.
- Und was wird jetzt mit mir? Gabriel Verlag im Thienemann-Esslinger Verlag, Stuttgart, 2016. ISBN 978-3-522-30472-6
- KOSMOS, Little Steidl Verlag, Göttingen, 2017. ISBN 978-3-944630-01-4
- Wenn ich KanzlerIn von Deutschland wär, Gabriel Verlag im Thienemann-Esslinger Verlag, Stuttgart, 2017. ISBN 978-3-522-30481-8
- Monsterhelden, Beltz Verlag, Weinheim, 2017. ISBN 978-3-407-82317-5
- Meine Wilde Wut, Beltz Verlag, Weinheim, 2018. ISBN 978-3-407-75421-9
- Mach mit! Carlsen Verlag, Hamburg, 2018. ISBN 978-3-551-25207-4
- ALLES IMMER – das Bilderbuch, Beltz Verlag, Weinheim, 2019, ISBN 978-3-407-75453-0.
- ALWAYS EVERYTHING – the picture book, Tarzipan books, 2019, ISBN 978-0-9554470-8-2.
- Wie geht Politik? Gabriel Verlag im Thienemann-Esslinger Verlag, Stuttgart 2021, ISBN 978-3-522-30592-1.

## Auszeichnungen
- 2014: Wissenschaftsbuch des Jahres / Wien
- 2010: Lens Culture Award – Honorable Mention / San Francisco
- 2009: Aesthetica Award – Runner up / London
- 2009: Unicum Award – Best Ad / Bochum
- 2009: Lead Award – Auszeichnung / Hamburg
- 2008: Backlight Artist’s Residency, Finland
- 2008: Bronze – Idn + graniph Universe Award / Tokyo
- 2008: Nomination – Joop Swart Master Class, Amsterdam
- 2007: Photography Masters Cup / London-Beverly Hills
- 2007: PHE07 Best Photography Books of 2007 for ‘Dreams of Flying’/ Madrid
- 2007: Gold – PX3 Photography Award / Paris
- 2007: Gold – Best CP Award / Munich
- 2007: Finalist – Cedefop Award / Thessaloniki
- 2007: Gold – Art for Aid Award / Amsterdam
- 2006: International Photography Award / Los Angeles
- 2006: Young Portfolio Award / Kiyosato
- 2006: Free Range Photographic Ambassador / London
- 2006: Magenta Award / Toronto
- 2006: Honours – Hyeres Festivale de la Photographie / Hyeres
- 2006: Gold – Lead Award / Hamburg
- 2006: Festimage / Chaves
- 2006: Photoreview Award / Langhorne
- 2004: London Photographic Award / London
- 2004: The Observer Hodge Photographic Award / London
- 2004: International Photography Award / Los Angeles
- 1998: FotoSalon Preis / Kirchzarten

## Ausstellungen (Auswahl)
- 2020 Always Everything, V&A Museum of Childhood, London
- 2019 Alles Immer, Freiburg / Reutlingen / Langenau / Bad Saulgau / Bodelshausen / Walddorfhäslach / Rottenburg am Neckar, Germany
- 2016 Homo Ludens, in der Tulla, Mannheim
- 2015 Magic Bodø, Parkart Festival, Bodø
- 2014 The Amazing Analogue, The Brighton Photo Biennial, Hove Museum, Brighton
- 2012: Lily & Jonathan, John Radcliffe Children Hospital, Oxford
- 2010 Best of 000-010, Gesto, Porto
- 2010: Nur gespielt, Städtische Galerie Friedrichsbau, Bühl
- 2009: Mutatis Mutandis, Farmani Gallery, New York
- 2009: Liebesorte, C/O Berlin
- 2008: It’ll happen here, Marcia Wood Gallery, Atlanta
- 2007: Wir werden immer größer, Peter Hay Helpert Fine Art, New York
- 2007: Dreams of Flying, V&A Museum of Childhood, London
- 2006: Dreams of Flying, Peter Hay Helpert Fine Art, New York (K)
- 2005: Dreams of Flying, Nogoodwindow, Paris
- 2001: The Apricot, Kunstverein Kirchzarten,  Kirchzarten

## Permanente Installationen
- V&A Museum of Childhood, London, UK, 2006
- John Radcliffe Children Hospital, Oxford, UK, 2014
- Charité Kinderkrebsstation, Berlin, Deutschland, 2015
- Demelza, Children hospice, Kent, UK, 2016
- AIDA Perla, International, 2018
- SOS-Kinderdorf Botschaft, Berlin, Deutschland, 2018
- Charité Palliativstation, Berlin, Deutschland, 2019
- Boston Children’s Hospital, Boston, USA, 2021